# Black Swans and Wormhole Wizards
Albums de Joe Satriani
Live In Paris: I Just Wanna Rock
(2010) Satchurated: Live in Montreal
(2012)
Black Swans and Wormhole Wizards est le nom du treizième album de Joe Satriani qui sort le 5 octobre 2010.

## Titres
| No  | Titre                    | Durée |
| --- | ------------------------ | ----- |
| 1.  | Premonition              | 3:52  |
| 2.  | Dream Song               | 4:48  |
| 3.  | Pyrrhic Victoria         | 5:08  |
| 4.  | Light Years Away         | 6:11  |
| 5.  | Solitude                 | 0:57  |
| 6.  | Littleworth Lane         | 3:46  |
| 7.  | The Golden Room          | 5:19  |
| 8.  | Two Sides to Every Story | 4:08  |
| 9.  | Wormhole Wizards         | 6:27  |
| 10. | Wind in the Trees        | 7:42  |
| 11. | God is crying            | 4:52  |

### Titres bonus
| No | Titre      | Durée |
| -- | ---------- | ----- |
| 1. | Heartbeats | 3:25  |
| 2. | Longing    | 3:55  |

## Musiciens
- Joe Satriani : guitare, claviers, basse
- Mike Keneally : claviers
- Jeff Campitelli : batterie, percussions
- Allen Whitman : basse